# Artistas del Gremio
Artistas del Gremio es una banda musical española del tipo charanga o fanfarria, compuesta de instrumentos de viento y percusión y especializada en música y espectáculos de calle.   Fue fundada en Ejea de los Caballeros (Zaragoza) en 2005 y desde entonces ha recorrido la península ibérica y actuado en diversos países europeos y en Ecuador. Ha participado en las bandas sonoras de una película y varios programas de televisión. Han grabado 4 discos y un documental que relata la evolución de la banda.

## Historia
Los comienzos de la banda están en la fiesta y la amistad. Fue formada en 2004 en la localidad aragonesa de Ejea de los Caballeros (Zaragoza). Una joven quería celebrar su despedida de soltera con una charanga y contactó con un amigo, Ángel Mógica, que reunió a otros cuantos e hicieron su primera actuación pública. En ella participaron los fundadores o primeros integrantes: Miguel Ángel Laita y su hermano Roberto Carlos, Andrés Lasilla y Ángel Mógica. Se divirtieron mucho con la experiencia, y la banda empezó a funcionar.
En sus inicios, el repertorio de Artistas del Gremio aglutinaba versiones y canciones populares con las que recorrían las fiestas de los pueblos y ciudades de España. Pronto empezaron a componer temas propios, como "Dame una A", la adaptación de "La Sandía" o los temas que aparecen en "¡¡¡Viva el deskontrol!!!", así como distintos remix (Supertechnomegamix Vol.1, Punkpurrí...), que poco a poco fueron popularizándose en las charangas españolas.  Destacan por su original atuendo -siempre actúan con minifalda- y por sus espectáculos de música, teatro y humor en interacción con el público. 
En el año 2010 grabaron la banda sonora original de la película Que se mueran los feos, dirigida por Nacho García Velilla. En 2013 fueron “superfinalistas” en el concurso televisivo Tú sí que vales, lo que supuso un paso mediático y un empujón de visibilidad a nivel nacional. En 2016 protagonizaron y coprodujeron la película-documental autobiográfica Sol, furgoneta y manta, que narra las vicisitudes y el estilo de vida de la charanga, con especial hincapié en cuál fue el camino que les permitió convertir la música en su estilo de vida.
Artistas del Gremio  ejerció como banda-orquesta del programa Avispas & Tomates de Aragón TV durante la temporada 2006-2007 y participó en las galas de Nochevieja de 2011, 2012, 2013 y 2014 de la misma cadena. La banda apareció de manera puntual en otros programas como Aftersún, Sin ir más lejos, Objetivo, Anochece que no es poco, Aragón en abierto, ¿Te suena? o Lo sabe, no lo sabe.
En 2019 fueron seleccionados por el circuito Girando por Salas (GPS), gira que fue cancelada finalmente con motivo del COVID-19.
Con un repertorio que va por edades, la banda realiza unas 120 actuaciones al año. También han actuado en espectáculos solidarios para los niños con cáncer de Aragón (ASPANOA).
En 2021, la banda está compuesta por 9 músicos: Miguel Ángel Laita (trompeta), Jaime Olite (trompeta), Roberto Laita (trombón), Víctor Mateo (trombón), Carlos Sagaste (saxofón), Alejandro Burges (saxofón), Felipe Martins (sousafón), Ángel Mógica (percusión) y Andrés Lasilla (percusión).

## Festivales
- Corralejo Kite Fest (Corralejo, España; 2021)
- Drumline Battle Baltic (Panevezys, Lituania; 2021)
- Festival Amante (Borja, España; 2021)
- Galaico Brass Festival (Merza, España, 2021)
- Berlin Brass Festival (Berlín, Alemania; 2019)
- Move Your Brass (Katowice, Polonia; 2019)
- Brass International Festival (Durham, Reino Unido; 2015, 2017, 2018 y 2019)[14]
- Holika Festival (Cortes, España; 2019)
- Tamborilé (Mezquita de Jarque; España 2011, 2019)[14]
- Festival OFF Artes Vivas (Loja, Ecuador; 2018)
- Brass It (Minde, Portugal; 2018)
- Sibiu International Theatre Festival (Sibiu, Rumanía; 2018)[2]
- Limoux Brass Festival (Limoux, Francia; 2018)[14]
- Almazán Suena (Almazán; España 2018)
- Boina Fest (Arenillas; España 2018)
- Festival Moustoussades (Villemoustaussou, Francia; 2015, 2016 y 2017)[14]
- Andorra Sax Fest (Andorra; 2017)
- Sol y fiesta (Leucate, Francia; 2016)
- Tubala Brass Week (Tafalla; España 2016)
- Asalto ao Castelo (Vimianzo; España 2015)
- Bandafolies (Limousin, Francia; 2013)[14]
- Reperkusión (Orense; España 2013)
- Concurso Charangas Escucha(Escucha; España 2012)
- Pirineos Sur (Huesca; España 2012)[14]
- Mundo Idiota (Madrid; España 2009)

## Colaboraciones
- Los Gandules[9]
- Despistaos
- Manolo Kabezabolo[9]
- Juan Abarca (Mamá Ladilla)[9]
- Sharif[9]
- Fuethefirst
- Paco Pil
- Tako
- María Villalón
- Rupatrupa
- Viky Lafuente

## Discografía
- Artistas del Gremio & the musicolocos dream team (2009)
- Felices agujetas (2013)
- Punkis de conservatorio (2018)
- Butibamba (2021)

Los temas de sus discos y sus actuaciones van desde la clásica a Extremo Duro.  Sus dos primeros discos son versiones, y a partir de Punkis de conservatorio, son temas propios, muy “gamberros y punkarras, influidos por el rock y el ska”.
El disco Butibamba producido durante la pandemia Covid-19, fue el resultado de una campaña de micromecenazgo en la plataforma Verkami.
La canción que da nombre al disco «Butibamba»,  anterior al resto de los temas, se creó  mediante la financiación de Girando Por Salas -10.ª edición. Butibamba está, inmortalizada en un videoclip.

## Premios
- Batalla de charangas de Sabiñáñigo en Huesca (2011, 2012 y 2013)[15]
- I Concurso Nacional de Charangas de Escucha en Teruel (2012)
- IV concurso de txarangas San Fermín en Pamplona (2012)[15]